# Michael Keller
Michael Keller (Remscheid, 31 maggio 1949) è un compositore di scacchi tedesco.
Ha composto oltre 750 problemi, la maggior parte in due e tre mosse, molti dei quali sono stati pubblicati sugli Album FIDE. Ha ottenuto circa 250 premiazioni, tra cui molti primi premi. Nel 1995 gli è stato assegnato il titolo di Grande Maestro della composizione.
Prende il suo nome il tema detto "Paradosso Keller": « il Bianco muove in una casa controllata (o ricontrollata) dal Nero ».
Friedrich Chlubna ha raccolto 279 suoi problemi nel libro "Michael Keller. Ein Meister der Schachkomposition" (Vienna, 1994).
Tre suoi problemi:
|   | a | b | c | d | e | f | g | h |   |
| 8 | c8 torre del bianco · e8 re del bianco · a7 pedone del nero · b7 cavallo del bianco · d7 torre del bianco · c6 cavallo del nero · h6 cavallo del bianco · a5 alfiere del bianco · b5 alfiere del bianco · d5 pedone del nero · g5 cavallo del nero · d4 re del nero · e4 pedone del bianco · f4 pedone del bianco · b3 pedone del nero · c2 alfiere del nero · d2 pedone del bianco | c8 torre del bianco · e8 re del bianco · a7 pedone del nero · b7 cavallo del bianco · d7 torre del bianco · c6 cavallo del nero · h6 cavallo del bianco · a5 alfiere del bianco · b5 alfiere del bianco · d5 pedone del nero · g5 cavallo del nero · d4 re del nero · e4 pedone del bianco · f4 pedone del bianco · b3 pedone del nero · c2 alfiere del nero · d2 pedone del bianco | c8 torre del bianco · e8 re del bianco · a7 pedone del nero · b7 cavallo del bianco · d7 torre del bianco · c6 cavallo del nero · h6 cavallo del bianco · a5 alfiere del bianco · b5 alfiere del bianco · d5 pedone del nero · g5 cavallo del nero · d4 re del nero · e4 pedone del bianco · f4 pedone del bianco · b3 pedone del nero · c2 alfiere del nero · d2 pedone del bianco | c8 torre del bianco · e8 re del bianco · a7 pedone del nero · b7 cavallo del bianco · d7 torre del bianco · c6 cavallo del nero · h6 cavallo del bianco · a5 alfiere del bianco · b5 alfiere del bianco · d5 pedone del nero · g5 cavallo del nero · d4 re del nero · e4 pedone del bianco · f4 pedone del bianco · b3 pedone del nero · c2 alfiere del nero · d2 pedone del bianco | c8 torre del bianco · e8 re del bianco · a7 pedone del nero · b7 cavallo del bianco · d7 torre del bianco · c6 cavallo del nero · h6 cavallo del bianco · a5 alfiere del bianco · b5 alfiere del bianco · d5 pedone del nero · g5 cavallo del nero · d4 re del nero · e4 pedone del bianco · f4 pedone del bianco · b3 pedone del nero · c2 alfiere del nero · d2 pedone del bianco | c8 torre del bianco · e8 re del bianco · a7 pedone del nero · b7 cavallo del bianco · d7 torre del bianco · c6 cavallo del nero · h6 cavallo del bianco · a5 alfiere del bianco · b5 alfiere del bianco · d5 pedone del nero · g5 cavallo del nero · d4 re del nero · e4 pedone del bianco · f4 pedone del bianco · b3 pedone del nero · c2 alfiere del nero · d2 pedone del bianco | c8 torre del bianco · e8 re del bianco · a7 pedone del nero · b7 cavallo del bianco · d7 torre del bianco · c6 cavallo del nero · h6 cavallo del bianco · a5 alfiere del bianco · b5 alfiere del bianco · d5 pedone del nero · g5 cavallo del nero · d4 re del nero · e4 pedone del bianco · f4 pedone del bianco · b3 pedone del nero · c2 alfiere del nero · d2 pedone del bianco | c8 torre del bianco · e8 re del bianco · a7 pedone del nero · b7 cavallo del bianco · d7 torre del bianco · c6 cavallo del nero · h6 cavallo del bianco · a5 alfiere del bianco · b5 alfiere del bianco · d5 pedone del nero · g5 cavallo del nero · d4 re del nero · e4 pedone del bianco · f4 pedone del bianco · b3 pedone del nero · c2 alfiere del nero · d2 pedone del bianco | 8 |
| 7 | c8 torre del bianco · e8 re del bianco · a7 pedone del nero · b7 cavallo del bianco · d7 torre del bianco · c6 cavallo del nero · h6 cavallo del bianco · a5 alfiere del bianco · b5 alfiere del bianco · d5 pedone del nero · g5 cavallo del nero · d4 re del nero · e4 pedone del bianco · f4 pedone del bianco · b3 pedone del nero · c2 alfiere del nero · d2 pedone del bianco | c8 torre del bianco · e8 re del bianco · a7 pedone del nero · b7 cavallo del bianco · d7 torre del bianco · c6 cavallo del nero · h6 cavallo del bianco · a5 alfiere del bianco · b5 alfiere del bianco · d5 pedone del nero · g5 cavallo del nero · d4 re del nero · e4 pedone del bianco · f4 pedone del bianco · b3 pedone del nero · c2 alfiere del nero · d2 pedone del bianco | c8 torre del bianco · e8 re del bianco · a7 pedone del nero · b7 cavallo del bianco · d7 torre del bianco · c6 cavallo del nero · h6 cavallo del bianco · a5 alfiere del bianco · b5 alfiere del bianco · d5 pedone del nero · g5 cavallo del nero · d4 re del nero · e4 pedone del bianco · f4 pedone del bianco · b3 pedone del nero · c2 alfiere del nero · d2 pedone del bianco | c8 torre del bianco · e8 re del bianco · a7 pedone del nero · b7 cavallo del bianco · d7 torre del bianco · c6 cavallo del nero · h6 cavallo del bianco · a5 alfiere del bianco · b5 alfiere del bianco · d5 pedone del nero · g5 cavallo del nero · d4 re del nero · e4 pedone del bianco · f4 pedone del bianco · b3 pedone del nero · c2 alfiere del nero · d2 pedone del bianco | c8 torre del bianco · e8 re del bianco · a7 pedone del nero · b7 cavallo del bianco · d7 torre del bianco · c6 cavallo del nero · h6 cavallo del bianco · a5 alfiere del bianco · b5 alfiere del bianco · d5 pedone del nero · g5 cavallo del nero · d4 re del nero · e4 pedone del bianco · f4 pedone del bianco · b3 pedone del nero · c2 alfiere del nero · d2 pedone del bianco | c8 torre del bianco · e8 re del bianco · a7 pedone del nero · b7 cavallo del bianco · d7 torre del bianco · c6 cavallo del nero · h6 cavallo del bianco · a5 alfiere del bianco · b5 alfiere del bianco · d5 pedone del nero · g5 cavallo del nero · d4 re del nero · e4 pedone del bianco · f4 pedone del bianco · b3 pedone del nero · c2 alfiere del nero · d2 pedone del bianco | c8 torre del bianco · e8 re del bianco · a7 pedone del nero · b7 cavallo del bianco · d7 torre del bianco · c6 cavallo del nero · h6 cavallo del bianco · a5 alfiere del bianco · b5 alfiere del bianco · d5 pedone del nero · g5 cavallo del nero · d4 re del nero · e4 pedone del bianco · f4 pedone del bianco · b3 pedone del nero · c2 alfiere del nero · d2 pedone del bianco | c8 torre del bianco · e8 re del bianco · a7 pedone del nero · b7 cavallo del bianco · d7 torre del bianco · c6 cavallo del nero · h6 cavallo del bianco · a5 alfiere del bianco · b5 alfiere del bianco · d5 pedone del nero · g5 cavallo del nero · d4 re del nero · e4 pedone del bianco · f4 pedone del bianco · b3 pedone del nero · c2 alfiere del nero · d2 pedone del bianco | 7 |
| 6 | c8 torre del bianco · e8 re del bianco · a7 pedone del nero · b7 cavallo del bianco · d7 torre del bianco · c6 cavallo del nero · h6 cavallo del bianco · a5 alfiere del bianco · b5 alfiere del bianco · d5 pedone del nero · g5 cavallo del nero · d4 re del nero · e4 pedone del bianco · f4 pedone del bianco · b3 pedone del nero · c2 alfiere del nero · d2 pedone del bianco | c8 torre del bianco · e8 re del bianco · a7 pedone del nero · b7 cavallo del bianco · d7 torre del bianco · c6 cavallo del nero · h6 cavallo del bianco · a5 alfiere del bianco · b5 alfiere del bianco · d5 pedone del nero · g5 cavallo del nero · d4 re del nero · e4 pedone del bianco · f4 pedone del bianco · b3 pedone del nero · c2 alfiere del nero · d2 pedone del bianco | c8 torre del bianco · e8 re del bianco · a7 pedone del nero · b7 cavallo del bianco · d7 torre del bianco · c6 cavallo del nero · h6 cavallo del bianco · a5 alfiere del bianco · b5 alfiere del bianco · d5 pedone del nero · g5 cavallo del nero · d4 re del nero · e4 pedone del bianco · f4 pedone del bianco · b3 pedone del nero · c2 alfiere del nero · d2 pedone del bianco | c8 torre del bianco · e8 re del bianco · a7 pedone del nero · b7 cavallo del bianco · d7 torre del bianco · c6 cavallo del nero · h6 cavallo del bianco · a5 alfiere del bianco · b5 alfiere del bianco · d5 pedone del nero · g5 cavallo del nero · d4 re del nero · e4 pedone del bianco · f4 pedone del bianco · b3 pedone del nero · c2 alfiere del nero · d2 pedone del bianco | c8 torre del bianco · e8 re del bianco · a7 pedone del nero · b7 cavallo del bianco · d7 torre del bianco · c6 cavallo del nero · h6 cavallo del bianco · a5 alfiere del bianco · b5 alfiere del bianco · d5 pedone del nero · g5 cavallo del nero · d4 re del nero · e4 pedone del bianco · f4 pedone del bianco · b3 pedone del nero · c2 alfiere del nero · d2 pedone del bianco | c8 torre del bianco · e8 re del bianco · a7 pedone del nero · b7 cavallo del bianco · d7 torre del bianco · c6 cavallo del nero · h6 cavallo del bianco · a5 alfiere del bianco · b5 alfiere del bianco · d5 pedone del nero · g5 cavallo del nero · d4 re del nero · e4 pedone del bianco · f4 pedone del bianco · b3 pedone del nero · c2 alfiere del nero · d2 pedone del bianco | c8 torre del bianco · e8 re del bianco · a7 pedone del nero · b7 cavallo del bianco · d7 torre del bianco · c6 cavallo del nero · h6 cavallo del bianco · a5 alfiere del bianco · b5 alfiere del bianco · d5 pedone del nero · g5 cavallo del nero · d4 re del nero · e4 pedone del bianco · f4 pedone del bianco · b3 pedone del nero · c2 alfiere del nero · d2 pedone del bianco | c8 torre del bianco · e8 re del bianco · a7 pedone del nero · b7 cavallo del bianco · d7 torre del bianco · c6 cavallo del nero · h6 cavallo del bianco · a5 alfiere del bianco · b5 alfiere del bianco · d5 pedone del nero · g5 cavallo del nero · d4 re del nero · e4 pedone del bianco · f4 pedone del bianco · b3 pedone del nero · c2 alfiere del nero · d2 pedone del bianco | 6 |
| 5 | c8 torre del bianco · e8 re del bianco · a7 pedone del nero · b7 cavallo del bianco · d7 torre del bianco · c6 cavallo del nero · h6 cavallo del bianco · a5 alfiere del bianco · b5 alfiere del bianco · d5 pedone del nero · g5 cavallo del nero · d4 re del nero · e4 pedone del bianco · f4 pedone del bianco · b3 pedone del nero · c2 alfiere del nero · d2 pedone del bianco | c8 torre del bianco · e8 re del bianco · a7 pedone del nero · b7 cavallo del bianco · d7 torre del bianco · c6 cavallo del nero · h6 cavallo del bianco · a5 alfiere del bianco · b5 alfiere del bianco · d5 pedone del nero · g5 cavallo del nero · d4 re del nero · e4 pedone del bianco · f4 pedone del bianco · b3 pedone del nero · c2 alfiere del nero · d2 pedone del bianco | c8 torre del bianco · e8 re del bianco · a7 pedone del nero · b7 cavallo del bianco · d7 torre del bianco · c6 cavallo del nero · h6 cavallo del bianco · a5 alfiere del bianco · b5 alfiere del bianco · d5 pedone del nero · g5 cavallo del nero · d4 re del nero · e4 pedone del bianco · f4 pedone del bianco · b3 pedone del nero · c2 alfiere del nero · d2 pedone del bianco | c8 torre del bianco · e8 re del bianco · a7 pedone del nero · b7 cavallo del bianco · d7 torre del bianco · c6 cavallo del nero · h6 cavallo del bianco · a5 alfiere del bianco · b5 alfiere del bianco · d5 pedone del nero · g5 cavallo del nero · d4 re del nero · e4 pedone del bianco · f4 pedone del bianco · b3 pedone del nero · c2 alfiere del nero · d2 pedone del bianco | c8 torre del bianco · e8 re del bianco · a7 pedone del nero · b7 cavallo del bianco · d7 torre del bianco · c6 cavallo del nero · h6 cavallo del bianco · a5 alfiere del bianco · b5 alfiere del bianco · d5 pedone del nero · g5 cavallo del nero · d4 re del nero · e4 pedone del bianco · f4 pedone del bianco · b3 pedone del nero · c2 alfiere del nero · d2 pedone del bianco | c8 torre del bianco · e8 re del bianco · a7 pedone del nero · b7 cavallo del bianco · d7 torre del bianco · c6 cavallo del nero · h6 cavallo del bianco · a5 alfiere del bianco · b5 alfiere del bianco · d5 pedone del nero · g5 cavallo del nero · d4 re del nero · e4 pedone del bianco · f4 pedone del bianco · b3 pedone del nero · c2 alfiere del nero · d2 pedone del bianco | c8 torre del bianco · e8 re del bianco · a7 pedone del nero · b7 cavallo del bianco · d7 torre del bianco · c6 cavallo del nero · h6 cavallo del bianco · a5 alfiere del bianco · b5 alfiere del bianco · d5 pedone del nero · g5 cavallo del nero · d4 re del nero · e4 pedone del bianco · f4 pedone del bianco · b3 pedone del nero · c2 alfiere del nero · d2 pedone del bianco | c8 torre del bianco · e8 re del bianco · a7 pedone del nero · b7 cavallo del bianco · d7 torre del bianco · c6 cavallo del nero · h6 cavallo del bianco · a5 alfiere del bianco · b5 alfiere del bianco · d5 pedone del nero · g5 cavallo del nero · d4 re del nero · e4 pedone del bianco · f4 pedone del bianco · b3 pedone del nero · c2 alfiere del nero · d2 pedone del bianco | 5 |
| 4 | c8 torre del bianco · e8 re del bianco · a7 pedone del nero · b7 cavallo del bianco · d7 torre del bianco · c6 cavallo del nero · h6 cavallo del bianco · a5 alfiere del bianco · b5 alfiere del bianco · d5 pedone del nero · g5 cavallo del nero · d4 re del nero · e4 pedone del bianco · f4 pedone del bianco · b3 pedone del nero · c2 alfiere del nero · d2 pedone del bianco | c8 torre del bianco · e8 re del bianco · a7 pedone del nero · b7 cavallo del bianco · d7 torre del bianco · c6 cavallo del nero · h6 cavallo del bianco · a5 alfiere del bianco · b5 alfiere del bianco · d5 pedone del nero · g5 cavallo del nero · d4 re del nero · e4 pedone del bianco · f4 pedone del bianco · b3 pedone del nero · c2 alfiere del nero · d2 pedone del bianco | c8 torre del bianco · e8 re del bianco · a7 pedone del nero · b7 cavallo del bianco · d7 torre del bianco · c6 cavallo del nero · h6 cavallo del bianco · a5 alfiere del bianco · b5 alfiere del bianco · d5 pedone del nero · g5 cavallo del nero · d4 re del nero · e4 pedone del bianco · f4 pedone del bianco · b3 pedone del nero · c2 alfiere del nero · d2 pedone del bianco | c8 torre del bianco · e8 re del bianco · a7 pedone del nero · b7 cavallo del bianco · d7 torre del bianco · c6 cavallo del nero · h6 cavallo del bianco · a5 alfiere del bianco · b5 alfiere del bianco · d5 pedone del nero · g5 cavallo del nero · d4 re del nero · e4 pedone del bianco · f4 pedone del bianco · b3 pedone del nero · c2 alfiere del nero · d2 pedone del bianco | c8 torre del bianco · e8 re del bianco · a7 pedone del nero · b7 cavallo del bianco · d7 torre del bianco · c6 cavallo del nero · h6 cavallo del bianco · a5 alfiere del bianco · b5 alfiere del bianco · d5 pedone del nero · g5 cavallo del nero · d4 re del nero · e4 pedone del bianco · f4 pedone del bianco · b3 pedone del nero · c2 alfiere del nero · d2 pedone del bianco | c8 torre del bianco · e8 re del bianco · a7 pedone del nero · b7 cavallo del bianco · d7 torre del bianco · c6 cavallo del nero · h6 cavallo del bianco · a5 alfiere del bianco · b5 alfiere del bianco · d5 pedone del nero · g5 cavallo del nero · d4 re del nero · e4 pedone del bianco · f4 pedone del bianco · b3 pedone del nero · c2 alfiere del nero · d2 pedone del bianco | c8 torre del bianco · e8 re del bianco · a7 pedone del nero · b7 cavallo del bianco · d7 torre del bianco · c6 cavallo del nero · h6 cavallo del bianco · a5 alfiere del bianco · b5 alfiere del bianco · d5 pedone del nero · g5 cavallo del nero · d4 re del nero · e4 pedone del bianco · f4 pedone del bianco · b3 pedone del nero · c2 alfiere del nero · d2 pedone del bianco | c8 torre del bianco · e8 re del bianco · a7 pedone del nero · b7 cavallo del bianco · d7 torre del bianco · c6 cavallo del nero · h6 cavallo del bianco · a5 alfiere del bianco · b5 alfiere del bianco · d5 pedone del nero · g5 cavallo del nero · d4 re del nero · e4 pedone del bianco · f4 pedone del bianco · b3 pedone del nero · c2 alfiere del nero · d2 pedone del bianco | 4 |
| 3 | c8 torre del bianco · e8 re del bianco · a7 pedone del nero · b7 cavallo del bianco · d7 torre del bianco · c6 cavallo del nero · h6 cavallo del bianco · a5 alfiere del bianco · b5 alfiere del bianco · d5 pedone del nero · g5 cavallo del nero · d4 re del nero · e4 pedone del bianco · f4 pedone del bianco · b3 pedone del nero · c2 alfiere del nero · d2 pedone del bianco | c8 torre del bianco · e8 re del bianco · a7 pedone del nero · b7 cavallo del bianco · d7 torre del bianco · c6 cavallo del nero · h6 cavallo del bianco · a5 alfiere del bianco · b5 alfiere del bianco · d5 pedone del nero · g5 cavallo del nero · d4 re del nero · e4 pedone del bianco · f4 pedone del bianco · b3 pedone del nero · c2 alfiere del nero · d2 pedone del bianco | c8 torre del bianco · e8 re del bianco · a7 pedone del nero · b7 cavallo del bianco · d7 torre del bianco · c6 cavallo del nero · h6 cavallo del bianco · a5 alfiere del bianco · b5 alfiere del bianco · d5 pedone del nero · g5 cavallo del nero · d4 re del nero · e4 pedone del bianco · f4 pedone del bianco · b3 pedone del nero · c2 alfiere del nero · d2 pedone del bianco | c8 torre del bianco · e8 re del bianco · a7 pedone del nero · b7 cavallo del bianco · d7 torre del bianco · c6 cavallo del nero · h6 cavallo del bianco · a5 alfiere del bianco · b5 alfiere del bianco · d5 pedone del nero · g5 cavallo del nero · d4 re del nero · e4 pedone del bianco · f4 pedone del bianco · b3 pedone del nero · c2 alfiere del nero · d2 pedone del bianco | c8 torre del bianco · e8 re del bianco · a7 pedone del nero · b7 cavallo del bianco · d7 torre del bianco · c6 cavallo del nero · h6 cavallo del bianco · a5 alfiere del bianco · b5 alfiere del bianco · d5 pedone del nero · g5 cavallo del nero · d4 re del nero · e4 pedone del bianco · f4 pedone del bianco · b3 pedone del nero · c2 alfiere del nero · d2 pedone del bianco | c8 torre del bianco · e8 re del bianco · a7 pedone del nero · b7 cavallo del bianco · d7 torre del bianco · c6 cavallo del nero · h6 cavallo del bianco · a5 alfiere del bianco · b5 alfiere del bianco · d5 pedone del nero · g5 cavallo del nero · d4 re del nero · e4 pedone del bianco · f4 pedone del bianco · b3 pedone del nero · c2 alfiere del nero · d2 pedone del bianco | c8 torre del bianco · e8 re del bianco · a7 pedone del nero · b7 cavallo del bianco · d7 torre del bianco · c6 cavallo del nero · h6 cavallo del bianco · a5 alfiere del bianco · b5 alfiere del bianco · d5 pedone del nero · g5 cavallo del nero · d4 re del nero · e4 pedone del bianco · f4 pedone del bianco · b3 pedone del nero · c2 alfiere del nero · d2 pedone del bianco | c8 torre del bianco · e8 re del bianco · a7 pedone del nero · b7 cavallo del bianco · d7 torre del bianco · c6 cavallo del nero · h6 cavallo del bianco · a5 alfiere del bianco · b5 alfiere del bianco · d5 pedone del nero · g5 cavallo del nero · d4 re del nero · e4 pedone del bianco · f4 pedone del bianco · b3 pedone del nero · c2 alfiere del nero · d2 pedone del bianco | 3 |
| 2 | c8 torre del bianco · e8 re del bianco · a7 pedone del nero · b7 cavallo del bianco · d7 torre del bianco · c6 cavallo del nero · h6 cavallo del bianco · a5 alfiere del bianco · b5 alfiere del bianco · d5 pedone del nero · g5 cavallo del nero · d4 re del nero · e4 pedone del bianco · f4 pedone del bianco · b3 pedone del nero · c2 alfiere del nero · d2 pedone del bianco | c8 torre del bianco · e8 re del bianco · a7 pedone del nero · b7 cavallo del bianco · d7 torre del bianco · c6 cavallo del nero · h6 cavallo del bianco · a5 alfiere del bianco · b5 alfiere del bianco · d5 pedone del nero · g5 cavallo del nero · d4 re del nero · e4 pedone del bianco · f4 pedone del bianco · b3 pedone del nero · c2 alfiere del nero · d2 pedone del bianco | c8 torre del bianco · e8 re del bianco · a7 pedone del nero · b7 cavallo del bianco · d7 torre del bianco · c6 cavallo del nero · h6 cavallo del bianco · a5 alfiere del bianco · b5 alfiere del bianco · d5 pedone del nero · g5 cavallo del nero · d4 re del nero · e4 pedone del bianco · f4 pedone del bianco · b3 pedone del nero · c2 alfiere del nero · d2 pedone del bianco | c8 torre del bianco · e8 re del bianco · a7 pedone del nero · b7 cavallo del bianco · d7 torre del bianco · c6 cavallo del nero · h6 cavallo del bianco · a5 alfiere del bianco · b5 alfiere del bianco · d5 pedone del nero · g5 cavallo del nero · d4 re del nero · e4 pedone del bianco · f4 pedone del bianco · b3 pedone del nero · c2 alfiere del nero · d2 pedone del bianco | c8 torre del bianco · e8 re del bianco · a7 pedone del nero · b7 cavallo del bianco · d7 torre del bianco · c6 cavallo del nero · h6 cavallo del bianco · a5 alfiere del bianco · b5 alfiere del bianco · d5 pedone del nero · g5 cavallo del nero · d4 re del nero · e4 pedone del bianco · f4 pedone del bianco · b3 pedone del nero · c2 alfiere del nero · d2 pedone del bianco | c8 torre del bianco · e8 re del bianco · a7 pedone del nero · b7 cavallo del bianco · d7 torre del bianco · c6 cavallo del nero · h6 cavallo del bianco · a5 alfiere del bianco · b5 alfiere del bianco · d5 pedone del nero · g5 cavallo del nero · d4 re del nero · e4 pedone del bianco · f4 pedone del bianco · b3 pedone del nero · c2 alfiere del nero · d2 pedone del bianco | c8 torre del bianco · e8 re del bianco · a7 pedone del nero · b7 cavallo del bianco · d7 torre del bianco · c6 cavallo del nero · h6 cavallo del bianco · a5 alfiere del bianco · b5 alfiere del bianco · d5 pedone del nero · g5 cavallo del nero · d4 re del nero · e4 pedone del bianco · f4 pedone del bianco · b3 pedone del nero · c2 alfiere del nero · d2 pedone del bianco | c8 torre del bianco · e8 re del bianco · a7 pedone del nero · b7 cavallo del bianco · d7 torre del bianco · c6 cavallo del nero · h6 cavallo del bianco · a5 alfiere del bianco · b5 alfiere del bianco · d5 pedone del nero · g5 cavallo del nero · d4 re del nero · e4 pedone del bianco · f4 pedone del bianco · b3 pedone del nero · c2 alfiere del nero · d2 pedone del bianco | 2 |
| 1 | c8 torre del bianco · e8 re del bianco · a7 pedone del nero · b7 cavallo del bianco · d7 torre del bianco · c6 cavallo del nero · h6 cavallo del bianco · a5 alfiere del bianco · b5 alfiere del bianco · d5 pedone del nero · g5 cavallo del nero · d4 re del nero · e4 pedone del bianco · f4 pedone del bianco · b3 pedone del nero · c2 alfiere del nero · d2 pedone del bianco | c8 torre del bianco · e8 re del bianco · a7 pedone del nero · b7 cavallo del bianco · d7 torre del bianco · c6 cavallo del nero · h6 cavallo del bianco · a5 alfiere del bianco · b5 alfiere del bianco · d5 pedone del nero · g5 cavallo del nero · d4 re del nero · e4 pedone del bianco · f4 pedone del bianco · b3 pedone del nero · c2 alfiere del nero · d2 pedone del bianco | c8 torre del bianco · e8 re del bianco · a7 pedone del nero · b7 cavallo del bianco · d7 torre del bianco · c6 cavallo del nero · h6 cavallo del bianco · a5 alfiere del bianco · b5 alfiere del bianco · d5 pedone del nero · g5 cavallo del nero · d4 re del nero · e4 pedone del bianco · f4 pedone del bianco · b3 pedone del nero · c2 alfiere del nero · d2 pedone del bianco | c8 torre del bianco · e8 re del bianco · a7 pedone del nero · b7 cavallo del bianco · d7 torre del bianco · c6 cavallo del nero · h6 cavallo del bianco · a5 alfiere del bianco · b5 alfiere del bianco · d5 pedone del nero · g5 cavallo del nero · d4 re del nero · e4 pedone del bianco · f4 pedone del bianco · b3 pedone del nero · c2 alfiere del nero · d2 pedone del bianco | c8 torre del bianco · e8 re del bianco · a7 pedone del nero · b7 cavallo del bianco · d7 torre del bianco · c6 cavallo del nero · h6 cavallo del bianco · a5 alfiere del bianco · b5 alfiere del bianco · d5 pedone del nero · g5 cavallo del nero · d4 re del nero · e4 pedone del bianco · f4 pedone del bianco · b3 pedone del nero · c2 alfiere del nero · d2 pedone del bianco | c8 torre del bianco · e8 re del bianco · a7 pedone del nero · b7 cavallo del bianco · d7 torre del bianco · c6 cavallo del nero · h6 cavallo del bianco · a5 alfiere del bianco · b5 alfiere del bianco · d5 pedone del nero · g5 cavallo del nero · d4 re del nero · e4 pedone del bianco · f4 pedone del bianco · b3 pedone del nero · c2 alfiere del nero · d2 pedone del bianco | c8 torre del bianco · e8 re del bianco · a7 pedone del nero · b7 cavallo del bianco · d7 torre del bianco · c6 cavallo del nero · h6 cavallo del bianco · a5 alfiere del bianco · b5 alfiere del bianco · d5 pedone del nero · g5 cavallo del nero · d4 re del nero · e4 pedone del bianco · f4 pedone del bianco · b3 pedone del nero · c2 alfiere del nero · d2 pedone del bianco | c8 torre del bianco · e8 re del bianco · a7 pedone del nero · b7 cavallo del bianco · d7 torre del bianco · c6 cavallo del nero · h6 cavallo del bianco · a5 alfiere del bianco · b5 alfiere del bianco · d5 pedone del nero · g5 cavallo del nero · d4 re del nero · e4 pedone del bianco · f4 pedone del bianco · b3 pedone del nero · c2 alfiere del nero · d2 pedone del bianco | 1 |
|   | a | b | c | d | e | f | g | h |   |

Soluzione:
1. Cc5!  (min. 2. Txd5#)
1... Axe4  2. Cxb3#

1... Cxe4  2. Ce6#

1... Ce7  2. Ac3#

1... Cb4  2. Cf5#
|   | a | b | c | d | e | f | g | h |   |
| 8 | a8 alfiere del nero · d8 alfiere del nero · e6 pedone del nero · g6 re del bianco · b5 torre del nero · e5 torre del bianco · g5 pedone del nero · a4 cavallo del nero · e4 alfiere del bianco · g4 re del nero · h4 pedone del nero · b3 torre del nero · e3 pedone del nero · g3 pedone del nero · h3 cavallo del bianco · a2 donna del bianco · c2 pedone del nero · d2 cavallo del bianco · g2 pedone del bianco · h2 cavallo del nero | a8 alfiere del nero · d8 alfiere del nero · e6 pedone del nero · g6 re del bianco · b5 torre del nero · e5 torre del bianco · g5 pedone del nero · a4 cavallo del nero · e4 alfiere del bianco · g4 re del nero · h4 pedone del nero · b3 torre del nero · e3 pedone del nero · g3 pedone del nero · h3 cavallo del bianco · a2 donna del bianco · c2 pedone del nero · d2 cavallo del bianco · g2 pedone del bianco · h2 cavallo del nero | a8 alfiere del nero · d8 alfiere del nero · e6 pedone del nero · g6 re del bianco · b5 torre del nero · e5 torre del bianco · g5 pedone del nero · a4 cavallo del nero · e4 alfiere del bianco · g4 re del nero · h4 pedone del nero · b3 torre del nero · e3 pedone del nero · g3 pedone del nero · h3 cavallo del bianco · a2 donna del bianco · c2 pedone del nero · d2 cavallo del bianco · g2 pedone del bianco · h2 cavallo del nero | a8 alfiere del nero · d8 alfiere del nero · e6 pedone del nero · g6 re del bianco · b5 torre del nero · e5 torre del bianco · g5 pedone del nero · a4 cavallo del nero · e4 alfiere del bianco · g4 re del nero · h4 pedone del nero · b3 torre del nero · e3 pedone del nero · g3 pedone del nero · h3 cavallo del bianco · a2 donna del bianco · c2 pedone del nero · d2 cavallo del bianco · g2 pedone del bianco · h2 cavallo del nero | a8 alfiere del nero · d8 alfiere del nero · e6 pedone del nero · g6 re del bianco · b5 torre del nero · e5 torre del bianco · g5 pedone del nero · a4 cavallo del nero · e4 alfiere del bianco · g4 re del nero · h4 pedone del nero · b3 torre del nero · e3 pedone del nero · g3 pedone del nero · h3 cavallo del bianco · a2 donna del bianco · c2 pedone del nero · d2 cavallo del bianco · g2 pedone del bianco · h2 cavallo del nero | a8 alfiere del nero · d8 alfiere del nero · e6 pedone del nero · g6 re del bianco · b5 torre del nero · e5 torre del bianco · g5 pedone del nero · a4 cavallo del nero · e4 alfiere del bianco · g4 re del nero · h4 pedone del nero · b3 torre del nero · e3 pedone del nero · g3 pedone del nero · h3 cavallo del bianco · a2 donna del bianco · c2 pedone del nero · d2 cavallo del bianco · g2 pedone del bianco · h2 cavallo del nero | a8 alfiere del nero · d8 alfiere del nero · e6 pedone del nero · g6 re del bianco · b5 torre del nero · e5 torre del bianco · g5 pedone del nero · a4 cavallo del nero · e4 alfiere del bianco · g4 re del nero · h4 pedone del nero · b3 torre del nero · e3 pedone del nero · g3 pedone del nero · h3 cavallo del bianco · a2 donna del bianco · c2 pedone del nero · d2 cavallo del bianco · g2 pedone del bianco · h2 cavallo del nero | a8 alfiere del nero · d8 alfiere del nero · e6 pedone del nero · g6 re del bianco · b5 torre del nero · e5 torre del bianco · g5 pedone del nero · a4 cavallo del nero · e4 alfiere del bianco · g4 re del nero · h4 pedone del nero · b3 torre del nero · e3 pedone del nero · g3 pedone del nero · h3 cavallo del bianco · a2 donna del bianco · c2 pedone del nero · d2 cavallo del bianco · g2 pedone del bianco · h2 cavallo del nero | 8 |
| 7 | a8 alfiere del nero · d8 alfiere del nero · e6 pedone del nero · g6 re del bianco · b5 torre del nero · e5 torre del bianco · g5 pedone del nero · a4 cavallo del nero · e4 alfiere del bianco · g4 re del nero · h4 pedone del nero · b3 torre del nero · e3 pedone del nero · g3 pedone del nero · h3 cavallo del bianco · a2 donna del bianco · c2 pedone del nero · d2 cavallo del bianco · g2 pedone del bianco · h2 cavallo del nero | a8 alfiere del nero · d8 alfiere del nero · e6 pedone del nero · g6 re del bianco · b5 torre del nero · e5 torre del bianco · g5 pedone del nero · a4 cavallo del nero · e4 alfiere del bianco · g4 re del nero · h4 pedone del nero · b3 torre del nero · e3 pedone del nero · g3 pedone del nero · h3 cavallo del bianco · a2 donna del bianco · c2 pedone del nero · d2 cavallo del bianco · g2 pedone del bianco · h2 cavallo del nero | a8 alfiere del nero · d8 alfiere del nero · e6 pedone del nero · g6 re del bianco · b5 torre del nero · e5 torre del bianco · g5 pedone del nero · a4 cavallo del nero · e4 alfiere del bianco · g4 re del nero · h4 pedone del nero · b3 torre del nero · e3 pedone del nero · g3 pedone del nero · h3 cavallo del bianco · a2 donna del bianco · c2 pedone del nero · d2 cavallo del bianco · g2 pedone del bianco · h2 cavallo del nero | a8 alfiere del nero · d8 alfiere del nero · e6 pedone del nero · g6 re del bianco · b5 torre del nero · e5 torre del bianco · g5 pedone del nero · a4 cavallo del nero · e4 alfiere del bianco · g4 re del nero · h4 pedone del nero · b3 torre del nero · e3 pedone del nero · g3 pedone del nero · h3 cavallo del bianco · a2 donna del bianco · c2 pedone del nero · d2 cavallo del bianco · g2 pedone del bianco · h2 cavallo del nero | a8 alfiere del nero · d8 alfiere del nero · e6 pedone del nero · g6 re del bianco · b5 torre del nero · e5 torre del bianco · g5 pedone del nero · a4 cavallo del nero · e4 alfiere del bianco · g4 re del nero · h4 pedone del nero · b3 torre del nero · e3 pedone del nero · g3 pedone del nero · h3 cavallo del bianco · a2 donna del bianco · c2 pedone del nero · d2 cavallo del bianco · g2 pedone del bianco · h2 cavallo del nero | a8 alfiere del nero · d8 alfiere del nero · e6 pedone del nero · g6 re del bianco · b5 torre del nero · e5 torre del bianco · g5 pedone del nero · a4 cavallo del nero · e4 alfiere del bianco · g4 re del nero · h4 pedone del nero · b3 torre del nero · e3 pedone del nero · g3 pedone del nero · h3 cavallo del bianco · a2 donna del bianco · c2 pedone del nero · d2 cavallo del bianco · g2 pedone del bianco · h2 cavallo del nero | a8 alfiere del nero · d8 alfiere del nero · e6 pedone del nero · g6 re del bianco · b5 torre del nero · e5 torre del bianco · g5 pedone del nero · a4 cavallo del nero · e4 alfiere del bianco · g4 re del nero · h4 pedone del nero · b3 torre del nero · e3 pedone del nero · g3 pedone del nero · h3 cavallo del bianco · a2 donna del bianco · c2 pedone del nero · d2 cavallo del bianco · g2 pedone del bianco · h2 cavallo del nero | a8 alfiere del nero · d8 alfiere del nero · e6 pedone del nero · g6 re del bianco · b5 torre del nero · e5 torre del bianco · g5 pedone del nero · a4 cavallo del nero · e4 alfiere del bianco · g4 re del nero · h4 pedone del nero · b3 torre del nero · e3 pedone del nero · g3 pedone del nero · h3 cavallo del bianco · a2 donna del bianco · c2 pedone del nero · d2 cavallo del bianco · g2 pedone del bianco · h2 cavallo del nero | 7 |
| 6 | a8 alfiere del nero · d8 alfiere del nero · e6 pedone del nero · g6 re del bianco · b5 torre del nero · e5 torre del bianco · g5 pedone del nero · a4 cavallo del nero · e4 alfiere del bianco · g4 re del nero · h4 pedone del nero · b3 torre del nero · e3 pedone del nero · g3 pedone del nero · h3 cavallo del bianco · a2 donna del bianco · c2 pedone del nero · d2 cavallo del bianco · g2 pedone del bianco · h2 cavallo del nero | a8 alfiere del nero · d8 alfiere del nero · e6 pedone del nero · g6 re del bianco · b5 torre del nero · e5 torre del bianco · g5 pedone del nero · a4 cavallo del nero · e4 alfiere del bianco · g4 re del nero · h4 pedone del nero · b3 torre del nero · e3 pedone del nero · g3 pedone del nero · h3 cavallo del bianco · a2 donna del bianco · c2 pedone del nero · d2 cavallo del bianco · g2 pedone del bianco · h2 cavallo del nero | a8 alfiere del nero · d8 alfiere del nero · e6 pedone del nero · g6 re del bianco · b5 torre del nero · e5 torre del bianco · g5 pedone del nero · a4 cavallo del nero · e4 alfiere del bianco · g4 re del nero · h4 pedone del nero · b3 torre del nero · e3 pedone del nero · g3 pedone del nero · h3 cavallo del bianco · a2 donna del bianco · c2 pedone del nero · d2 cavallo del bianco · g2 pedone del bianco · h2 cavallo del nero | a8 alfiere del nero · d8 alfiere del nero · e6 pedone del nero · g6 re del bianco · b5 torre del nero · e5 torre del bianco · g5 pedone del nero · a4 cavallo del nero · e4 alfiere del bianco · g4 re del nero · h4 pedone del nero · b3 torre del nero · e3 pedone del nero · g3 pedone del nero · h3 cavallo del bianco · a2 donna del bianco · c2 pedone del nero · d2 cavallo del bianco · g2 pedone del bianco · h2 cavallo del nero | a8 alfiere del nero · d8 alfiere del nero · e6 pedone del nero · g6 re del bianco · b5 torre del nero · e5 torre del bianco · g5 pedone del nero · a4 cavallo del nero · e4 alfiere del bianco · g4 re del nero · h4 pedone del nero · b3 torre del nero · e3 pedone del nero · g3 pedone del nero · h3 cavallo del bianco · a2 donna del bianco · c2 pedone del nero · d2 cavallo del bianco · g2 pedone del bianco · h2 cavallo del nero | a8 alfiere del nero · d8 alfiere del nero · e6 pedone del nero · g6 re del bianco · b5 torre del nero · e5 torre del bianco · g5 pedone del nero · a4 cavallo del nero · e4 alfiere del bianco · g4 re del nero · h4 pedone del nero · b3 torre del nero · e3 pedone del nero · g3 pedone del nero · h3 cavallo del bianco · a2 donna del bianco · c2 pedone del nero · d2 cavallo del bianco · g2 pedone del bianco · h2 cavallo del nero | a8 alfiere del nero · d8 alfiere del nero · e6 pedone del nero · g6 re del bianco · b5 torre del nero · e5 torre del bianco · g5 pedone del nero · a4 cavallo del nero · e4 alfiere del bianco · g4 re del nero · h4 pedone del nero · b3 torre del nero · e3 pedone del nero · g3 pedone del nero · h3 cavallo del bianco · a2 donna del bianco · c2 pedone del nero · d2 cavallo del bianco · g2 pedone del bianco · h2 cavallo del nero | a8 alfiere del nero · d8 alfiere del nero · e6 pedone del nero · g6 re del bianco · b5 torre del nero · e5 torre del bianco · g5 pedone del nero · a4 cavallo del nero · e4 alfiere del bianco · g4 re del nero · h4 pedone del nero · b3 torre del nero · e3 pedone del nero · g3 pedone del nero · h3 cavallo del bianco · a2 donna del bianco · c2 pedone del nero · d2 cavallo del bianco · g2 pedone del bianco · h2 cavallo del nero | 6 |
| 5 | a8 alfiere del nero · d8 alfiere del nero · e6 pedone del nero · g6 re del bianco · b5 torre del nero · e5 torre del bianco · g5 pedone del nero · a4 cavallo del nero · e4 alfiere del bianco · g4 re del nero · h4 pedone del nero · b3 torre del nero · e3 pedone del nero · g3 pedone del nero · h3 cavallo del bianco · a2 donna del bianco · c2 pedone del nero · d2 cavallo del bianco · g2 pedone del bianco · h2 cavallo del nero | a8 alfiere del nero · d8 alfiere del nero · e6 pedone del nero · g6 re del bianco · b5 torre del nero · e5 torre del bianco · g5 pedone del nero · a4 cavallo del nero · e4 alfiere del bianco · g4 re del nero · h4 pedone del nero · b3 torre del nero · e3 pedone del nero · g3 pedone del nero · h3 cavallo del bianco · a2 donna del bianco · c2 pedone del nero · d2 cavallo del bianco · g2 pedone del bianco · h2 cavallo del nero | a8 alfiere del nero · d8 alfiere del nero · e6 pedone del nero · g6 re del bianco · b5 torre del nero · e5 torre del bianco · g5 pedone del nero · a4 cavallo del nero · e4 alfiere del bianco · g4 re del nero · h4 pedone del nero · b3 torre del nero · e3 pedone del nero · g3 pedone del nero · h3 cavallo del bianco · a2 donna del bianco · c2 pedone del nero · d2 cavallo del bianco · g2 pedone del bianco · h2 cavallo del nero | a8 alfiere del nero · d8 alfiere del nero · e6 pedone del nero · g6 re del bianco · b5 torre del nero · e5 torre del bianco · g5 pedone del nero · a4 cavallo del nero · e4 alfiere del bianco · g4 re del nero · h4 pedone del nero · b3 torre del nero · e3 pedone del nero · g3 pedone del nero · h3 cavallo del bianco · a2 donna del bianco · c2 pedone del nero · d2 cavallo del bianco · g2 pedone del bianco · h2 cavallo del nero | a8 alfiere del nero · d8 alfiere del nero · e6 pedone del nero · g6 re del bianco · b5 torre del nero · e5 torre del bianco · g5 pedone del nero · a4 cavallo del nero · e4 alfiere del bianco · g4 re del nero · h4 pedone del nero · b3 torre del nero · e3 pedone del nero · g3 pedone del nero · h3 cavallo del bianco · a2 donna del bianco · c2 pedone del nero · d2 cavallo del bianco · g2 pedone del bianco · h2 cavallo del nero | a8 alfiere del nero · d8 alfiere del nero · e6 pedone del nero · g6 re del bianco · b5 torre del nero · e5 torre del bianco · g5 pedone del nero · a4 cavallo del nero · e4 alfiere del bianco · g4 re del nero · h4 pedone del nero · b3 torre del nero · e3 pedone del nero · g3 pedone del nero · h3 cavallo del bianco · a2 donna del bianco · c2 pedone del nero · d2 cavallo del bianco · g2 pedone del bianco · h2 cavallo del nero | a8 alfiere del nero · d8 alfiere del nero · e6 pedone del nero · g6 re del bianco · b5 torre del nero · e5 torre del bianco · g5 pedone del nero · a4 cavallo del nero · e4 alfiere del bianco · g4 re del nero · h4 pedone del nero · b3 torre del nero · e3 pedone del nero · g3 pedone del nero · h3 cavallo del bianco · a2 donna del bianco · c2 pedone del nero · d2 cavallo del bianco · g2 pedone del bianco · h2 cavallo del nero | a8 alfiere del nero · d8 alfiere del nero · e6 pedone del nero · g6 re del bianco · b5 torre del nero · e5 torre del bianco · g5 pedone del nero · a4 cavallo del nero · e4 alfiere del bianco · g4 re del nero · h4 pedone del nero · b3 torre del nero · e3 pedone del nero · g3 pedone del nero · h3 cavallo del bianco · a2 donna del bianco · c2 pedone del nero · d2 cavallo del bianco · g2 pedone del bianco · h2 cavallo del nero | 5 |
| 4 | a8 alfiere del nero · d8 alfiere del nero · e6 pedone del nero · g6 re del bianco · b5 torre del nero · e5 torre del bianco · g5 pedone del nero · a4 cavallo del nero · e4 alfiere del bianco · g4 re del nero · h4 pedone del nero · b3 torre del nero · e3 pedone del nero · g3 pedone del nero · h3 cavallo del bianco · a2 donna del bianco · c2 pedone del nero · d2 cavallo del bianco · g2 pedone del bianco · h2 cavallo del nero | a8 alfiere del nero · d8 alfiere del nero · e6 pedone del nero · g6 re del bianco · b5 torre del nero · e5 torre del bianco · g5 pedone del nero · a4 cavallo del nero · e4 alfiere del bianco · g4 re del nero · h4 pedone del nero · b3 torre del nero · e3 pedone del nero · g3 pedone del nero · h3 cavallo del bianco · a2 donna del bianco · c2 pedone del nero · d2 cavallo del bianco · g2 pedone del bianco · h2 cavallo del nero | a8 alfiere del nero · d8 alfiere del nero · e6 pedone del nero · g6 re del bianco · b5 torre del nero · e5 torre del bianco · g5 pedone del nero · a4 cavallo del nero · e4 alfiere del bianco · g4 re del nero · h4 pedone del nero · b3 torre del nero · e3 pedone del nero · g3 pedone del nero · h3 cavallo del bianco · a2 donna del bianco · c2 pedone del nero · d2 cavallo del bianco · g2 pedone del bianco · h2 cavallo del nero | a8 alfiere del nero · d8 alfiere del nero · e6 pedone del nero · g6 re del bianco · b5 torre del nero · e5 torre del bianco · g5 pedone del nero · a4 cavallo del nero · e4 alfiere del bianco · g4 re del nero · h4 pedone del nero · b3 torre del nero · e3 pedone del nero · g3 pedone del nero · h3 cavallo del bianco · a2 donna del bianco · c2 pedone del nero · d2 cavallo del bianco · g2 pedone del bianco · h2 cavallo del nero | a8 alfiere del nero · d8 alfiere del nero · e6 pedone del nero · g6 re del bianco · b5 torre del nero · e5 torre del bianco · g5 pedone del nero · a4 cavallo del nero · e4 alfiere del bianco · g4 re del nero · h4 pedone del nero · b3 torre del nero · e3 pedone del nero · g3 pedone del nero · h3 cavallo del bianco · a2 donna del bianco · c2 pedone del nero · d2 cavallo del bianco · g2 pedone del bianco · h2 cavallo del nero | a8 alfiere del nero · d8 alfiere del nero · e6 pedone del nero · g6 re del bianco · b5 torre del nero · e5 torre del bianco · g5 pedone del nero · a4 cavallo del nero · e4 alfiere del bianco · g4 re del nero · h4 pedone del nero · b3 torre del nero · e3 pedone del nero · g3 pedone del nero · h3 cavallo del bianco · a2 donna del bianco · c2 pedone del nero · d2 cavallo del bianco · g2 pedone del bianco · h2 cavallo del nero | a8 alfiere del nero · d8 alfiere del nero · e6 pedone del nero · g6 re del bianco · b5 torre del nero · e5 torre del bianco · g5 pedone del nero · a4 cavallo del nero · e4 alfiere del bianco · g4 re del nero · h4 pedone del nero · b3 torre del nero · e3 pedone del nero · g3 pedone del nero · h3 cavallo del bianco · a2 donna del bianco · c2 pedone del nero · d2 cavallo del bianco · g2 pedone del bianco · h2 cavallo del nero | a8 alfiere del nero · d8 alfiere del nero · e6 pedone del nero · g6 re del bianco · b5 torre del nero · e5 torre del bianco · g5 pedone del nero · a4 cavallo del nero · e4 alfiere del bianco · g4 re del nero · h4 pedone del nero · b3 torre del nero · e3 pedone del nero · g3 pedone del nero · h3 cavallo del bianco · a2 donna del bianco · c2 pedone del nero · d2 cavallo del bianco · g2 pedone del bianco · h2 cavallo del nero | 4 |
| 3 | a8 alfiere del nero · d8 alfiere del nero · e6 pedone del nero · g6 re del bianco · b5 torre del nero · e5 torre del bianco · g5 pedone del nero · a4 cavallo del nero · e4 alfiere del bianco · g4 re del nero · h4 pedone del nero · b3 torre del nero · e3 pedone del nero · g3 pedone del nero · h3 cavallo del bianco · a2 donna del bianco · c2 pedone del nero · d2 cavallo del bianco · g2 pedone del bianco · h2 cavallo del nero | a8 alfiere del nero · d8 alfiere del nero · e6 pedone del nero · g6 re del bianco · b5 torre del nero · e5 torre del bianco · g5 pedone del nero · a4 cavallo del nero · e4 alfiere del bianco · g4 re del nero · h4 pedone del nero · b3 torre del nero · e3 pedone del nero · g3 pedone del nero · h3 cavallo del bianco · a2 donna del bianco · c2 pedone del nero · d2 cavallo del bianco · g2 pedone del bianco · h2 cavallo del nero | a8 alfiere del nero · d8 alfiere del nero · e6 pedone del nero · g6 re del bianco · b5 torre del nero · e5 torre del bianco · g5 pedone del nero · a4 cavallo del nero · e4 alfiere del bianco · g4 re del nero · h4 pedone del nero · b3 torre del nero · e3 pedone del nero · g3 pedone del nero · h3 cavallo del bianco · a2 donna del bianco · c2 pedone del nero · d2 cavallo del bianco · g2 pedone del bianco · h2 cavallo del nero | a8 alfiere del nero · d8 alfiere del nero · e6 pedone del nero · g6 re del bianco · b5 torre del nero · e5 torre del bianco · g5 pedone del nero · a4 cavallo del nero · e4 alfiere del bianco · g4 re del nero · h4 pedone del nero · b3 torre del nero · e3 pedone del nero · g3 pedone del nero · h3 cavallo del bianco · a2 donna del bianco · c2 pedone del nero · d2 cavallo del bianco · g2 pedone del bianco · h2 cavallo del nero | a8 alfiere del nero · d8 alfiere del nero · e6 pedone del nero · g6 re del bianco · b5 torre del nero · e5 torre del bianco · g5 pedone del nero · a4 cavallo del nero · e4 alfiere del bianco · g4 re del nero · h4 pedone del nero · b3 torre del nero · e3 pedone del nero · g3 pedone del nero · h3 cavallo del bianco · a2 donna del bianco · c2 pedone del nero · d2 cavallo del bianco · g2 pedone del bianco · h2 cavallo del nero | a8 alfiere del nero · d8 alfiere del nero · e6 pedone del nero · g6 re del bianco · b5 torre del nero · e5 torre del bianco · g5 pedone del nero · a4 cavallo del nero · e4 alfiere del bianco · g4 re del nero · h4 pedone del nero · b3 torre del nero · e3 pedone del nero · g3 pedone del nero · h3 cavallo del bianco · a2 donna del bianco · c2 pedone del nero · d2 cavallo del bianco · g2 pedone del bianco · h2 cavallo del nero | a8 alfiere del nero · d8 alfiere del nero · e6 pedone del nero · g6 re del bianco · b5 torre del nero · e5 torre del bianco · g5 pedone del nero · a4 cavallo del nero · e4 alfiere del bianco · g4 re del nero · h4 pedone del nero · b3 torre del nero · e3 pedone del nero · g3 pedone del nero · h3 cavallo del bianco · a2 donna del bianco · c2 pedone del nero · d2 cavallo del bianco · g2 pedone del bianco · h2 cavallo del nero | a8 alfiere del nero · d8 alfiere del nero · e6 pedone del nero · g6 re del bianco · b5 torre del nero · e5 torre del bianco · g5 pedone del nero · a4 cavallo del nero · e4 alfiere del bianco · g4 re del nero · h4 pedone del nero · b3 torre del nero · e3 pedone del nero · g3 pedone del nero · h3 cavallo del bianco · a2 donna del bianco · c2 pedone del nero · d2 cavallo del bianco · g2 pedone del bianco · h2 cavallo del nero | 3 |
| 2 | a8 alfiere del nero · d8 alfiere del nero · e6 pedone del nero · g6 re del bianco · b5 torre del nero · e5 torre del bianco · g5 pedone del nero · a4 cavallo del nero · e4 alfiere del bianco · g4 re del nero · h4 pedone del nero · b3 torre del nero · e3 pedone del nero · g3 pedone del nero · h3 cavallo del bianco · a2 donna del bianco · c2 pedone del nero · d2 cavallo del bianco · g2 pedone del bianco · h2 cavallo del nero | a8 alfiere del nero · d8 alfiere del nero · e6 pedone del nero · g6 re del bianco · b5 torre del nero · e5 torre del bianco · g5 pedone del nero · a4 cavallo del nero · e4 alfiere del bianco · g4 re del nero · h4 pedone del nero · b3 torre del nero · e3 pedone del nero · g3 pedone del nero · h3 cavallo del bianco · a2 donna del bianco · c2 pedone del nero · d2 cavallo del bianco · g2 pedone del bianco · h2 cavallo del nero | a8 alfiere del nero · d8 alfiere del nero · e6 pedone del nero · g6 re del bianco · b5 torre del nero · e5 torre del bianco · g5 pedone del nero · a4 cavallo del nero · e4 alfiere del bianco · g4 re del nero · h4 pedone del nero · b3 torre del nero · e3 pedone del nero · g3 pedone del nero · h3 cavallo del bianco · a2 donna del bianco · c2 pedone del nero · d2 cavallo del bianco · g2 pedone del bianco · h2 cavallo del nero | a8 alfiere del nero · d8 alfiere del nero · e6 pedone del nero · g6 re del bianco · b5 torre del nero · e5 torre del bianco · g5 pedone del nero · a4 cavallo del nero · e4 alfiere del bianco · g4 re del nero · h4 pedone del nero · b3 torre del nero · e3 pedone del nero · g3 pedone del nero · h3 cavallo del bianco · a2 donna del bianco · c2 pedone del nero · d2 cavallo del bianco · g2 pedone del bianco · h2 cavallo del nero | a8 alfiere del nero · d8 alfiere del nero · e6 pedone del nero · g6 re del bianco · b5 torre del nero · e5 torre del bianco · g5 pedone del nero · a4 cavallo del nero · e4 alfiere del bianco · g4 re del nero · h4 pedone del nero · b3 torre del nero · e3 pedone del nero · g3 pedone del nero · h3 cavallo del bianco · a2 donna del bianco · c2 pedone del nero · d2 cavallo del bianco · g2 pedone del bianco · h2 cavallo del nero | a8 alfiere del nero · d8 alfiere del nero · e6 pedone del nero · g6 re del bianco · b5 torre del nero · e5 torre del bianco · g5 pedone del nero · a4 cavallo del nero · e4 alfiere del bianco · g4 re del nero · h4 pedone del nero · b3 torre del nero · e3 pedone del nero · g3 pedone del nero · h3 cavallo del bianco · a2 donna del bianco · c2 pedone del nero · d2 cavallo del bianco · g2 pedone del bianco · h2 cavallo del nero | a8 alfiere del nero · d8 alfiere del nero · e6 pedone del nero · g6 re del bianco · b5 torre del nero · e5 torre del bianco · g5 pedone del nero · a4 cavallo del nero · e4 alfiere del bianco · g4 re del nero · h4 pedone del nero · b3 torre del nero · e3 pedone del nero · g3 pedone del nero · h3 cavallo del bianco · a2 donna del bianco · c2 pedone del nero · d2 cavallo del bianco · g2 pedone del bianco · h2 cavallo del nero | a8 alfiere del nero · d8 alfiere del nero · e6 pedone del nero · g6 re del bianco · b5 torre del nero · e5 torre del bianco · g5 pedone del nero · a4 cavallo del nero · e4 alfiere del bianco · g4 re del nero · h4 pedone del nero · b3 torre del nero · e3 pedone del nero · g3 pedone del nero · h3 cavallo del bianco · a2 donna del bianco · c2 pedone del nero · d2 cavallo del bianco · g2 pedone del bianco · h2 cavallo del nero | 2 |
| 1 | a8 alfiere del nero · d8 alfiere del nero · e6 pedone del nero · g6 re del bianco · b5 torre del nero · e5 torre del bianco · g5 pedone del nero · a4 cavallo del nero · e4 alfiere del bianco · g4 re del nero · h4 pedone del nero · b3 torre del nero · e3 pedone del nero · g3 pedone del nero · h3 cavallo del bianco · a2 donna del bianco · c2 pedone del nero · d2 cavallo del bianco · g2 pedone del bianco · h2 cavallo del nero | a8 alfiere del nero · d8 alfiere del nero · e6 pedone del nero · g6 re del bianco · b5 torre del nero · e5 torre del bianco · g5 pedone del nero · a4 cavallo del nero · e4 alfiere del bianco · g4 re del nero · h4 pedone del nero · b3 torre del nero · e3 pedone del nero · g3 pedone del nero · h3 cavallo del bianco · a2 donna del bianco · c2 pedone del nero · d2 cavallo del bianco · g2 pedone del bianco · h2 cavallo del nero | a8 alfiere del nero · d8 alfiere del nero · e6 pedone del nero · g6 re del bianco · b5 torre del nero · e5 torre del bianco · g5 pedone del nero · a4 cavallo del nero · e4 alfiere del bianco · g4 re del nero · h4 pedone del nero · b3 torre del nero · e3 pedone del nero · g3 pedone del nero · h3 cavallo del bianco · a2 donna del bianco · c2 pedone del nero · d2 cavallo del bianco · g2 pedone del bianco · h2 cavallo del nero | a8 alfiere del nero · d8 alfiere del nero · e6 pedone del nero · g6 re del bianco · b5 torre del nero · e5 torre del bianco · g5 pedone del nero · a4 cavallo del nero · e4 alfiere del bianco · g4 re del nero · h4 pedone del nero · b3 torre del nero · e3 pedone del nero · g3 pedone del nero · h3 cavallo del bianco · a2 donna del bianco · c2 pedone del nero · d2 cavallo del bianco · g2 pedone del bianco · h2 cavallo del nero | a8 alfiere del nero · d8 alfiere del nero · e6 pedone del nero · g6 re del bianco · b5 torre del nero · e5 torre del bianco · g5 pedone del nero · a4 cavallo del nero · e4 alfiere del bianco · g4 re del nero · h4 pedone del nero · b3 torre del nero · e3 pedone del nero · g3 pedone del nero · h3 cavallo del bianco · a2 donna del bianco · c2 pedone del nero · d2 cavallo del bianco · g2 pedone del bianco · h2 cavallo del nero | a8 alfiere del nero · d8 alfiere del nero · e6 pedone del nero · g6 re del bianco · b5 torre del nero · e5 torre del bianco · g5 pedone del nero · a4 cavallo del nero · e4 alfiere del bianco · g4 re del nero · h4 pedone del nero · b3 torre del nero · e3 pedone del nero · g3 pedone del nero · h3 cavallo del bianco · a2 donna del bianco · c2 pedone del nero · d2 cavallo del bianco · g2 pedone del bianco · h2 cavallo del nero | a8 alfiere del nero · d8 alfiere del nero · e6 pedone del nero · g6 re del bianco · b5 torre del nero · e5 torre del bianco · g5 pedone del nero · a4 cavallo del nero · e4 alfiere del bianco · g4 re del nero · h4 pedone del nero · b3 torre del nero · e3 pedone del nero · g3 pedone del nero · h3 cavallo del bianco · a2 donna del bianco · c2 pedone del nero · d2 cavallo del bianco · g2 pedone del bianco · h2 cavallo del nero | a8 alfiere del nero · d8 alfiere del nero · e6 pedone del nero · g6 re del bianco · b5 torre del nero · e5 torre del bianco · g5 pedone del nero · a4 cavallo del nero · e4 alfiere del bianco · g4 re del nero · h4 pedone del nero · b3 torre del nero · e3 pedone del nero · g3 pedone del nero · h3 cavallo del bianco · a2 donna del bianco · c2 pedone del nero · d2 cavallo del bianco · g2 pedone del bianco · h2 cavallo del nero | 1 |
|   | a | b | c | d | e | f | g | h |   |

Soluzione:
1. Cc4!  (m. 2. Cxe3+ Txe3 3. Dxe6#)
1. ... Td5  2. Af3+ Cxf3  3. Te4#

1. ... Ad5  2. Txg5+ Axg5  3. Ce5#

1. ... Ab6  2. Ad5 Txd5  3. Te4#

(2... Axd5  3. Txg5#)
|   | a | b | c | d | e | f | g | h |   |
| 8 | d8 cavallo del bianco · g8 alfiere del bianco · b7 pedone del nero · c7 alfiere del bianco · d7 pedone del nero · e7 pedone del nero · f7 cavallo del nero · d6 pedone del nero · g6 pedone del bianco · h6 donna del bianco · b5 pedone del bianco · c5 re del nero · d5 cavallo del bianco · a4 pedone del bianco · f4 pedone del bianco · g4 cavallo del nero · b3 re del bianco · e3 pedone del bianco · g2 pedone del bianco · h2 pedone del nero · c1 alfiere del nero | d8 cavallo del bianco · g8 alfiere del bianco · b7 pedone del nero · c7 alfiere del bianco · d7 pedone del nero · e7 pedone del nero · f7 cavallo del nero · d6 pedone del nero · g6 pedone del bianco · h6 donna del bianco · b5 pedone del bianco · c5 re del nero · d5 cavallo del bianco · a4 pedone del bianco · f4 pedone del bianco · g4 cavallo del nero · b3 re del bianco · e3 pedone del bianco · g2 pedone del bianco · h2 pedone del nero · c1 alfiere del nero | d8 cavallo del bianco · g8 alfiere del bianco · b7 pedone del nero · c7 alfiere del bianco · d7 pedone del nero · e7 pedone del nero · f7 cavallo del nero · d6 pedone del nero · g6 pedone del bianco · h6 donna del bianco · b5 pedone del bianco · c5 re del nero · d5 cavallo del bianco · a4 pedone del bianco · f4 pedone del bianco · g4 cavallo del nero · b3 re del bianco · e3 pedone del bianco · g2 pedone del bianco · h2 pedone del nero · c1 alfiere del nero | d8 cavallo del bianco · g8 alfiere del bianco · b7 pedone del nero · c7 alfiere del bianco · d7 pedone del nero · e7 pedone del nero · f7 cavallo del nero · d6 pedone del nero · g6 pedone del bianco · h6 donna del bianco · b5 pedone del bianco · c5 re del nero · d5 cavallo del bianco · a4 pedone del bianco · f4 pedone del bianco · g4 cavallo del nero · b3 re del bianco · e3 pedone del bianco · g2 pedone del bianco · h2 pedone del nero · c1 alfiere del nero | d8 cavallo del bianco · g8 alfiere del bianco · b7 pedone del nero · c7 alfiere del bianco · d7 pedone del nero · e7 pedone del nero · f7 cavallo del nero · d6 pedone del nero · g6 pedone del bianco · h6 donna del bianco · b5 pedone del bianco · c5 re del nero · d5 cavallo del bianco · a4 pedone del bianco · f4 pedone del bianco · g4 cavallo del nero · b3 re del bianco · e3 pedone del bianco · g2 pedone del bianco · h2 pedone del nero · c1 alfiere del nero | d8 cavallo del bianco · g8 alfiere del bianco · b7 pedone del nero · c7 alfiere del bianco · d7 pedone del nero · e7 pedone del nero · f7 cavallo del nero · d6 pedone del nero · g6 pedone del bianco · h6 donna del bianco · b5 pedone del bianco · c5 re del nero · d5 cavallo del bianco · a4 pedone del bianco · f4 pedone del bianco · g4 cavallo del nero · b3 re del bianco · e3 pedone del bianco · g2 pedone del bianco · h2 pedone del nero · c1 alfiere del nero | d8 cavallo del bianco · g8 alfiere del bianco · b7 pedone del nero · c7 alfiere del bianco · d7 pedone del nero · e7 pedone del nero · f7 cavallo del nero · d6 pedone del nero · g6 pedone del bianco · h6 donna del bianco · b5 pedone del bianco · c5 re del nero · d5 cavallo del bianco · a4 pedone del bianco · f4 pedone del bianco · g4 cavallo del nero · b3 re del bianco · e3 pedone del bianco · g2 pedone del bianco · h2 pedone del nero · c1 alfiere del nero | d8 cavallo del bianco · g8 alfiere del bianco · b7 pedone del nero · c7 alfiere del bianco · d7 pedone del nero · e7 pedone del nero · f7 cavallo del nero · d6 pedone del nero · g6 pedone del bianco · h6 donna del bianco · b5 pedone del bianco · c5 re del nero · d5 cavallo del bianco · a4 pedone del bianco · f4 pedone del bianco · g4 cavallo del nero · b3 re del bianco · e3 pedone del bianco · g2 pedone del bianco · h2 pedone del nero · c1 alfiere del nero | 8 |
| 7 | d8 cavallo del bianco · g8 alfiere del bianco · b7 pedone del nero · c7 alfiere del bianco · d7 pedone del nero · e7 pedone del nero · f7 cavallo del nero · d6 pedone del nero · g6 pedone del bianco · h6 donna del bianco · b5 pedone del bianco · c5 re del nero · d5 cavallo del bianco · a4 pedone del bianco · f4 pedone del bianco · g4 cavallo del nero · b3 re del bianco · e3 pedone del bianco · g2 pedone del bianco · h2 pedone del nero · c1 alfiere del nero | d8 cavallo del bianco · g8 alfiere del bianco · b7 pedone del nero · c7 alfiere del bianco · d7 pedone del nero · e7 pedone del nero · f7 cavallo del nero · d6 pedone del nero · g6 pedone del bianco · h6 donna del bianco · b5 pedone del bianco · c5 re del nero · d5 cavallo del bianco · a4 pedone del bianco · f4 pedone del bianco · g4 cavallo del nero · b3 re del bianco · e3 pedone del bianco · g2 pedone del bianco · h2 pedone del nero · c1 alfiere del nero | d8 cavallo del bianco · g8 alfiere del bianco · b7 pedone del nero · c7 alfiere del bianco · d7 pedone del nero · e7 pedone del nero · f7 cavallo del nero · d6 pedone del nero · g6 pedone del bianco · h6 donna del bianco · b5 pedone del bianco · c5 re del nero · d5 cavallo del bianco · a4 pedone del bianco · f4 pedone del bianco · g4 cavallo del nero · b3 re del bianco · e3 pedone del bianco · g2 pedone del bianco · h2 pedone del nero · c1 alfiere del nero | d8 cavallo del bianco · g8 alfiere del bianco · b7 pedone del nero · c7 alfiere del bianco · d7 pedone del nero · e7 pedone del nero · f7 cavallo del nero · d6 pedone del nero · g6 pedone del bianco · h6 donna del bianco · b5 pedone del bianco · c5 re del nero · d5 cavallo del bianco · a4 pedone del bianco · f4 pedone del bianco · g4 cavallo del nero · b3 re del bianco · e3 pedone del bianco · g2 pedone del bianco · h2 pedone del nero · c1 alfiere del nero | d8 cavallo del bianco · g8 alfiere del bianco · b7 pedone del nero · c7 alfiere del bianco · d7 pedone del nero · e7 pedone del nero · f7 cavallo del nero · d6 pedone del nero · g6 pedone del bianco · h6 donna del bianco · b5 pedone del bianco · c5 re del nero · d5 cavallo del bianco · a4 pedone del bianco · f4 pedone del bianco · g4 cavallo del nero · b3 re del bianco · e3 pedone del bianco · g2 pedone del bianco · h2 pedone del nero · c1 alfiere del nero | d8 cavallo del bianco · g8 alfiere del bianco · b7 pedone del nero · c7 alfiere del bianco · d7 pedone del nero · e7 pedone del nero · f7 cavallo del nero · d6 pedone del nero · g6 pedone del bianco · h6 donna del bianco · b5 pedone del bianco · c5 re del nero · d5 cavallo del bianco · a4 pedone del bianco · f4 pedone del bianco · g4 cavallo del nero · b3 re del bianco · e3 pedone del bianco · g2 pedone del bianco · h2 pedone del nero · c1 alfiere del nero | d8 cavallo del bianco · g8 alfiere del bianco · b7 pedone del nero · c7 alfiere del bianco · d7 pedone del nero · e7 pedone del nero · f7 cavallo del nero · d6 pedone del nero · g6 pedone del bianco · h6 donna del bianco · b5 pedone del bianco · c5 re del nero · d5 cavallo del bianco · a4 pedone del bianco · f4 pedone del bianco · g4 cavallo del nero · b3 re del bianco · e3 pedone del bianco · g2 pedone del bianco · h2 pedone del nero · c1 alfiere del nero | d8 cavallo del bianco · g8 alfiere del bianco · b7 pedone del nero · c7 alfiere del bianco · d7 pedone del nero · e7 pedone del nero · f7 cavallo del nero · d6 pedone del nero · g6 pedone del bianco · h6 donna del bianco · b5 pedone del bianco · c5 re del nero · d5 cavallo del bianco · a4 pedone del bianco · f4 pedone del bianco · g4 cavallo del nero · b3 re del bianco · e3 pedone del bianco · g2 pedone del bianco · h2 pedone del nero · c1 alfiere del nero | 7 |
| 6 | d8 cavallo del bianco · g8 alfiere del bianco · b7 pedone del nero · c7 alfiere del bianco · d7 pedone del nero · e7 pedone del nero · f7 cavallo del nero · d6 pedone del nero · g6 pedone del bianco · h6 donna del bianco · b5 pedone del bianco · c5 re del nero · d5 cavallo del bianco · a4 pedone del bianco · f4 pedone del bianco · g4 cavallo del nero · b3 re del bianco · e3 pedone del bianco · g2 pedone del bianco · h2 pedone del nero · c1 alfiere del nero | d8 cavallo del bianco · g8 alfiere del bianco · b7 pedone del nero · c7 alfiere del bianco · d7 pedone del nero · e7 pedone del nero · f7 cavallo del nero · d6 pedone del nero · g6 pedone del bianco · h6 donna del bianco · b5 pedone del bianco · c5 re del nero · d5 cavallo del bianco · a4 pedone del bianco · f4 pedone del bianco · g4 cavallo del nero · b3 re del bianco · e3 pedone del bianco · g2 pedone del bianco · h2 pedone del nero · c1 alfiere del nero | d8 cavallo del bianco · g8 alfiere del bianco · b7 pedone del nero · c7 alfiere del bianco · d7 pedone del nero · e7 pedone del nero · f7 cavallo del nero · d6 pedone del nero · g6 pedone del bianco · h6 donna del bianco · b5 pedone del bianco · c5 re del nero · d5 cavallo del bianco · a4 pedone del bianco · f4 pedone del bianco · g4 cavallo del nero · b3 re del bianco · e3 pedone del bianco · g2 pedone del bianco · h2 pedone del nero · c1 alfiere del nero | d8 cavallo del bianco · g8 alfiere del bianco · b7 pedone del nero · c7 alfiere del bianco · d7 pedone del nero · e7 pedone del nero · f7 cavallo del nero · d6 pedone del nero · g6 pedone del bianco · h6 donna del bianco · b5 pedone del bianco · c5 re del nero · d5 cavallo del bianco · a4 pedone del bianco · f4 pedone del bianco · g4 cavallo del nero · b3 re del bianco · e3 pedone del bianco · g2 pedone del bianco · h2 pedone del nero · c1 alfiere del nero | d8 cavallo del bianco · g8 alfiere del bianco · b7 pedone del nero · c7 alfiere del bianco · d7 pedone del nero · e7 pedone del nero · f7 cavallo del nero · d6 pedone del nero · g6 pedone del bianco · h6 donna del bianco · b5 pedone del bianco · c5 re del nero · d5 cavallo del bianco · a4 pedone del bianco · f4 pedone del bianco · g4 cavallo del nero · b3 re del bianco · e3 pedone del bianco · g2 pedone del bianco · h2 pedone del nero · c1 alfiere del nero | d8 cavallo del bianco · g8 alfiere del bianco · b7 pedone del nero · c7 alfiere del bianco · d7 pedone del nero · e7 pedone del nero · f7 cavallo del nero · d6 pedone del nero · g6 pedone del bianco · h6 donna del bianco · b5 pedone del bianco · c5 re del nero · d5 cavallo del bianco · a4 pedone del bianco · f4 pedone del bianco · g4 cavallo del nero · b3 re del bianco · e3 pedone del bianco · g2 pedone del bianco · h2 pedone del nero · c1 alfiere del nero | d8 cavallo del bianco · g8 alfiere del bianco · b7 pedone del nero · c7 alfiere del bianco · d7 pedone del nero · e7 pedone del nero · f7 cavallo del nero · d6 pedone del nero · g6 pedone del bianco · h6 donna del bianco · b5 pedone del bianco · c5 re del nero · d5 cavallo del bianco · a4 pedone del bianco · f4 pedone del bianco · g4 cavallo del nero · b3 re del bianco · e3 pedone del bianco · g2 pedone del bianco · h2 pedone del nero · c1 alfiere del nero | d8 cavallo del bianco · g8 alfiere del bianco · b7 pedone del nero · c7 alfiere del bianco · d7 pedone del nero · e7 pedone del nero · f7 cavallo del nero · d6 pedone del nero · g6 pedone del bianco · h6 donna del bianco · b5 pedone del bianco · c5 re del nero · d5 cavallo del bianco · a4 pedone del bianco · f4 pedone del bianco · g4 cavallo del nero · b3 re del bianco · e3 pedone del bianco · g2 pedone del bianco · h2 pedone del nero · c1 alfiere del nero | 6 |
| 5 | d8 cavallo del bianco · g8 alfiere del bianco · b7 pedone del nero · c7 alfiere del bianco · d7 pedone del nero · e7 pedone del nero · f7 cavallo del nero · d6 pedone del nero · g6 pedone del bianco · h6 donna del bianco · b5 pedone del bianco · c5 re del nero · d5 cavallo del bianco · a4 pedone del bianco · f4 pedone del bianco · g4 cavallo del nero · b3 re del bianco · e3 pedone del bianco · g2 pedone del bianco · h2 pedone del nero · c1 alfiere del nero | d8 cavallo del bianco · g8 alfiere del bianco · b7 pedone del nero · c7 alfiere del bianco · d7 pedone del nero · e7 pedone del nero · f7 cavallo del nero · d6 pedone del nero · g6 pedone del bianco · h6 donna del bianco · b5 pedone del bianco · c5 re del nero · d5 cavallo del bianco · a4 pedone del bianco · f4 pedone del bianco · g4 cavallo del nero · b3 re del bianco · e3 pedone del bianco · g2 pedone del bianco · h2 pedone del nero · c1 alfiere del nero | d8 cavallo del bianco · g8 alfiere del bianco · b7 pedone del nero · c7 alfiere del bianco · d7 pedone del nero · e7 pedone del nero · f7 cavallo del nero · d6 pedone del nero · g6 pedone del bianco · h6 donna del bianco · b5 pedone del bianco · c5 re del nero · d5 cavallo del bianco · a4 pedone del bianco · f4 pedone del bianco · g4 cavallo del nero · b3 re del bianco · e3 pedone del bianco · g2 pedone del bianco · h2 pedone del nero · c1 alfiere del nero | d8 cavallo del bianco · g8 alfiere del bianco · b7 pedone del nero · c7 alfiere del bianco · d7 pedone del nero · e7 pedone del nero · f7 cavallo del nero · d6 pedone del nero · g6 pedone del bianco · h6 donna del bianco · b5 pedone del bianco · c5 re del nero · d5 cavallo del bianco · a4 pedone del bianco · f4 pedone del bianco · g4 cavallo del nero · b3 re del bianco · e3 pedone del bianco · g2 pedone del bianco · h2 pedone del nero · c1 alfiere del nero | d8 cavallo del bianco · g8 alfiere del bianco · b7 pedone del nero · c7 alfiere del bianco · d7 pedone del nero · e7 pedone del nero · f7 cavallo del nero · d6 pedone del nero · g6 pedone del bianco · h6 donna del bianco · b5 pedone del bianco · c5 re del nero · d5 cavallo del bianco · a4 pedone del bianco · f4 pedone del bianco · g4 cavallo del nero · b3 re del bianco · e3 pedone del bianco · g2 pedone del bianco · h2 pedone del nero · c1 alfiere del nero | d8 cavallo del bianco · g8 alfiere del bianco · b7 pedone del nero · c7 alfiere del bianco · d7 pedone del nero · e7 pedone del nero · f7 cavallo del nero · d6 pedone del nero · g6 pedone del bianco · h6 donna del bianco · b5 pedone del bianco · c5 re del nero · d5 cavallo del bianco · a4 pedone del bianco · f4 pedone del bianco · g4 cavallo del nero · b3 re del bianco · e3 pedone del bianco · g2 pedone del bianco · h2 pedone del nero · c1 alfiere del nero | d8 cavallo del bianco · g8 alfiere del bianco · b7 pedone del nero · c7 alfiere del bianco · d7 pedone del nero · e7 pedone del nero · f7 cavallo del nero · d6 pedone del nero · g6 pedone del bianco · h6 donna del bianco · b5 pedone del bianco · c5 re del nero · d5 cavallo del bianco · a4 pedone del bianco · f4 pedone del bianco · g4 cavallo del nero · b3 re del bianco · e3 pedone del bianco · g2 pedone del bianco · h2 pedone del nero · c1 alfiere del nero | d8 cavallo del bianco · g8 alfiere del bianco · b7 pedone del nero · c7 alfiere del bianco · d7 pedone del nero · e7 pedone del nero · f7 cavallo del nero · d6 pedone del nero · g6 pedone del bianco · h6 donna del bianco · b5 pedone del bianco · c5 re del nero · d5 cavallo del bianco · a4 pedone del bianco · f4 pedone del bianco · g4 cavallo del nero · b3 re del bianco · e3 pedone del bianco · g2 pedone del bianco · h2 pedone del nero · c1 alfiere del nero | 5 |
| 4 | d8 cavallo del bianco · g8 alfiere del bianco · b7 pedone del nero · c7 alfiere del bianco · d7 pedone del nero · e7 pedone del nero · f7 cavallo del nero · d6 pedone del nero · g6 pedone del bianco · h6 donna del bianco · b5 pedone del bianco · c5 re del nero · d5 cavallo del bianco · a4 pedone del bianco · f4 pedone del bianco · g4 cavallo del nero · b3 re del bianco · e3 pedone del bianco · g2 pedone del bianco · h2 pedone del nero · c1 alfiere del nero | d8 cavallo del bianco · g8 alfiere del bianco · b7 pedone del nero · c7 alfiere del bianco · d7 pedone del nero · e7 pedone del nero · f7 cavallo del nero · d6 pedone del nero · g6 pedone del bianco · h6 donna del bianco · b5 pedone del bianco · c5 re del nero · d5 cavallo del bianco · a4 pedone del bianco · f4 pedone del bianco · g4 cavallo del nero · b3 re del bianco · e3 pedone del bianco · g2 pedone del bianco · h2 pedone del nero · c1 alfiere del nero | d8 cavallo del bianco · g8 alfiere del bianco · b7 pedone del nero · c7 alfiere del bianco · d7 pedone del nero · e7 pedone del nero · f7 cavallo del nero · d6 pedone del nero · g6 pedone del bianco · h6 donna del bianco · b5 pedone del bianco · c5 re del nero · d5 cavallo del bianco · a4 pedone del bianco · f4 pedone del bianco · g4 cavallo del nero · b3 re del bianco · e3 pedone del bianco · g2 pedone del bianco · h2 pedone del nero · c1 alfiere del nero | d8 cavallo del bianco · g8 alfiere del bianco · b7 pedone del nero · c7 alfiere del bianco · d7 pedone del nero · e7 pedone del nero · f7 cavallo del nero · d6 pedone del nero · g6 pedone del bianco · h6 donna del bianco · b5 pedone del bianco · c5 re del nero · d5 cavallo del bianco · a4 pedone del bianco · f4 pedone del bianco · g4 cavallo del nero · b3 re del bianco · e3 pedone del bianco · g2 pedone del bianco · h2 pedone del nero · c1 alfiere del nero | d8 cavallo del bianco · g8 alfiere del bianco · b7 pedone del nero · c7 alfiere del bianco · d7 pedone del nero · e7 pedone del nero · f7 cavallo del nero · d6 pedone del nero · g6 pedone del bianco · h6 donna del bianco · b5 pedone del bianco · c5 re del nero · d5 cavallo del bianco · a4 pedone del bianco · f4 pedone del bianco · g4 cavallo del nero · b3 re del bianco · e3 pedone del bianco · g2 pedone del bianco · h2 pedone del nero · c1 alfiere del nero | d8 cavallo del bianco · g8 alfiere del bianco · b7 pedone del nero · c7 alfiere del bianco · d7 pedone del nero · e7 pedone del nero · f7 cavallo del nero · d6 pedone del nero · g6 pedone del bianco · h6 donna del bianco · b5 pedone del bianco · c5 re del nero · d5 cavallo del bianco · a4 pedone del bianco · f4 pedone del bianco · g4 cavallo del nero · b3 re del bianco · e3 pedone del bianco · g2 pedone del bianco · h2 pedone del nero · c1 alfiere del nero | d8 cavallo del bianco · g8 alfiere del bianco · b7 pedone del nero · c7 alfiere del bianco · d7 pedone del nero · e7 pedone del nero · f7 cavallo del nero · d6 pedone del nero · g6 pedone del bianco · h6 donna del bianco · b5 pedone del bianco · c5 re del nero · d5 cavallo del bianco · a4 pedone del bianco · f4 pedone del bianco · g4 cavallo del nero · b3 re del bianco · e3 pedone del bianco · g2 pedone del bianco · h2 pedone del nero · c1 alfiere del nero | d8 cavallo del bianco · g8 alfiere del bianco · b7 pedone del nero · c7 alfiere del bianco · d7 pedone del nero · e7 pedone del nero · f7 cavallo del nero · d6 pedone del nero · g6 pedone del bianco · h6 donna del bianco · b5 pedone del bianco · c5 re del nero · d5 cavallo del bianco · a4 pedone del bianco · f4 pedone del bianco · g4 cavallo del nero · b3 re del bianco · e3 pedone del bianco · g2 pedone del bianco · h2 pedone del nero · c1 alfiere del nero | 4 |
| 3 | d8 cavallo del bianco · g8 alfiere del bianco · b7 pedone del nero · c7 alfiere del bianco · d7 pedone del nero · e7 pedone del nero · f7 cavallo del nero · d6 pedone del nero · g6 pedone del bianco · h6 donna del bianco · b5 pedone del bianco · c5 re del nero · d5 cavallo del bianco · a4 pedone del bianco · f4 pedone del bianco · g4 cavallo del nero · b3 re del bianco · e3 pedone del bianco · g2 pedone del bianco · h2 pedone del nero · c1 alfiere del nero | d8 cavallo del bianco · g8 alfiere del bianco · b7 pedone del nero · c7 alfiere del bianco · d7 pedone del nero · e7 pedone del nero · f7 cavallo del nero · d6 pedone del nero · g6 pedone del bianco · h6 donna del bianco · b5 pedone del bianco · c5 re del nero · d5 cavallo del bianco · a4 pedone del bianco · f4 pedone del bianco · g4 cavallo del nero · b3 re del bianco · e3 pedone del bianco · g2 pedone del bianco · h2 pedone del nero · c1 alfiere del nero | d8 cavallo del bianco · g8 alfiere del bianco · b7 pedone del nero · c7 alfiere del bianco · d7 pedone del nero · e7 pedone del nero · f7 cavallo del nero · d6 pedone del nero · g6 pedone del bianco · h6 donna del bianco · b5 pedone del bianco · c5 re del nero · d5 cavallo del bianco · a4 pedone del bianco · f4 pedone del bianco · g4 cavallo del nero · b3 re del bianco · e3 pedone del bianco · g2 pedone del bianco · h2 pedone del nero · c1 alfiere del nero | d8 cavallo del bianco · g8 alfiere del bianco · b7 pedone del nero · c7 alfiere del bianco · d7 pedone del nero · e7 pedone del nero · f7 cavallo del nero · d6 pedone del nero · g6 pedone del bianco · h6 donna del bianco · b5 pedone del bianco · c5 re del nero · d5 cavallo del bianco · a4 pedone del bianco · f4 pedone del bianco · g4 cavallo del nero · b3 re del bianco · e3 pedone del bianco · g2 pedone del bianco · h2 pedone del nero · c1 alfiere del nero | d8 cavallo del bianco · g8 alfiere del bianco · b7 pedone del nero · c7 alfiere del bianco · d7 pedone del nero · e7 pedone del nero · f7 cavallo del nero · d6 pedone del nero · g6 pedone del bianco · h6 donna del bianco · b5 pedone del bianco · c5 re del nero · d5 cavallo del bianco · a4 pedone del bianco · f4 pedone del bianco · g4 cavallo del nero · b3 re del bianco · e3 pedone del bianco · g2 pedone del bianco · h2 pedone del nero · c1 alfiere del nero | d8 cavallo del bianco · g8 alfiere del bianco · b7 pedone del nero · c7 alfiere del bianco · d7 pedone del nero · e7 pedone del nero · f7 cavallo del nero · d6 pedone del nero · g6 pedone del bianco · h6 donna del bianco · b5 pedone del bianco · c5 re del nero · d5 cavallo del bianco · a4 pedone del bianco · f4 pedone del bianco · g4 cavallo del nero · b3 re del bianco · e3 pedone del bianco · g2 pedone del bianco · h2 pedone del nero · c1 alfiere del nero | d8 cavallo del bianco · g8 alfiere del bianco · b7 pedone del nero · c7 alfiere del bianco · d7 pedone del nero · e7 pedone del nero · f7 cavallo del nero · d6 pedone del nero · g6 pedone del bianco · h6 donna del bianco · b5 pedone del bianco · c5 re del nero · d5 cavallo del bianco · a4 pedone del bianco · f4 pedone del bianco · g4 cavallo del nero · b3 re del bianco · e3 pedone del bianco · g2 pedone del bianco · h2 pedone del nero · c1 alfiere del nero | d8 cavallo del bianco · g8 alfiere del bianco · b7 pedone del nero · c7 alfiere del bianco · d7 pedone del nero · e7 pedone del nero · f7 cavallo del nero · d6 pedone del nero · g6 pedone del bianco · h6 donna del bianco · b5 pedone del bianco · c5 re del nero · d5 cavallo del bianco · a4 pedone del bianco · f4 pedone del bianco · g4 cavallo del nero · b3 re del bianco · e3 pedone del bianco · g2 pedone del bianco · h2 pedone del nero · c1 alfiere del nero | 3 |
| 2 | d8 cavallo del bianco · g8 alfiere del bianco · b7 pedone del nero · c7 alfiere del bianco · d7 pedone del nero · e7 pedone del nero · f7 cavallo del nero · d6 pedone del nero · g6 pedone del bianco · h6 donna del bianco · b5 pedone del bianco · c5 re del nero · d5 cavallo del bianco · a4 pedone del bianco · f4 pedone del bianco · g4 cavallo del nero · b3 re del bianco · e3 pedone del bianco · g2 pedone del bianco · h2 pedone del nero · c1 alfiere del nero | d8 cavallo del bianco · g8 alfiere del bianco · b7 pedone del nero · c7 alfiere del bianco · d7 pedone del nero · e7 pedone del nero · f7 cavallo del nero · d6 pedone del nero · g6 pedone del bianco · h6 donna del bianco · b5 pedone del bianco · c5 re del nero · d5 cavallo del bianco · a4 pedone del bianco · f4 pedone del bianco · g4 cavallo del nero · b3 re del bianco · e3 pedone del bianco · g2 pedone del bianco · h2 pedone del nero · c1 alfiere del nero | d8 cavallo del bianco · g8 alfiere del bianco · b7 pedone del nero · c7 alfiere del bianco · d7 pedone del nero · e7 pedone del nero · f7 cavallo del nero · d6 pedone del nero · g6 pedone del bianco · h6 donna del bianco · b5 pedone del bianco · c5 re del nero · d5 cavallo del bianco · a4 pedone del bianco · f4 pedone del bianco · g4 cavallo del nero · b3 re del bianco · e3 pedone del bianco · g2 pedone del bianco · h2 pedone del nero · c1 alfiere del nero | d8 cavallo del bianco · g8 alfiere del bianco · b7 pedone del nero · c7 alfiere del bianco · d7 pedone del nero · e7 pedone del nero · f7 cavallo del nero · d6 pedone del nero · g6 pedone del bianco · h6 donna del bianco · b5 pedone del bianco · c5 re del nero · d5 cavallo del bianco · a4 pedone del bianco · f4 pedone del bianco · g4 cavallo del nero · b3 re del bianco · e3 pedone del bianco · g2 pedone del bianco · h2 pedone del nero · c1 alfiere del nero | d8 cavallo del bianco · g8 alfiere del bianco · b7 pedone del nero · c7 alfiere del bianco · d7 pedone del nero · e7 pedone del nero · f7 cavallo del nero · d6 pedone del nero · g6 pedone del bianco · h6 donna del bianco · b5 pedone del bianco · c5 re del nero · d5 cavallo del bianco · a4 pedone del bianco · f4 pedone del bianco · g4 cavallo del nero · b3 re del bianco · e3 pedone del bianco · g2 pedone del bianco · h2 pedone del nero · c1 alfiere del nero | d8 cavallo del bianco · g8 alfiere del bianco · b7 pedone del nero · c7 alfiere del bianco · d7 pedone del nero · e7 pedone del nero · f7 cavallo del nero · d6 pedone del nero · g6 pedone del bianco · h6 donna del bianco · b5 pedone del bianco · c5 re del nero · d5 cavallo del bianco · a4 pedone del bianco · f4 pedone del bianco · g4 cavallo del nero · b3 re del bianco · e3 pedone del bianco · g2 pedone del bianco · h2 pedone del nero · c1 alfiere del nero | d8 cavallo del bianco · g8 alfiere del bianco · b7 pedone del nero · c7 alfiere del bianco · d7 pedone del nero · e7 pedone del nero · f7 cavallo del nero · d6 pedone del nero · g6 pedone del bianco · h6 donna del bianco · b5 pedone del bianco · c5 re del nero · d5 cavallo del bianco · a4 pedone del bianco · f4 pedone del bianco · g4 cavallo del nero · b3 re del bianco · e3 pedone del bianco · g2 pedone del bianco · h2 pedone del nero · c1 alfiere del nero | d8 cavallo del bianco · g8 alfiere del bianco · b7 pedone del nero · c7 alfiere del bianco · d7 pedone del nero · e7 pedone del nero · f7 cavallo del nero · d6 pedone del nero · g6 pedone del bianco · h6 donna del bianco · b5 pedone del bianco · c5 re del nero · d5 cavallo del bianco · a4 pedone del bianco · f4 pedone del bianco · g4 cavallo del nero · b3 re del bianco · e3 pedone del bianco · g2 pedone del bianco · h2 pedone del nero · c1 alfiere del nero | 2 |
| 1 | d8 cavallo del bianco · g8 alfiere del bianco · b7 pedone del nero · c7 alfiere del bianco · d7 pedone del nero · e7 pedone del nero · f7 cavallo del nero · d6 pedone del nero · g6 pedone del bianco · h6 donna del bianco · b5 pedone del bianco · c5 re del nero · d5 cavallo del bianco · a4 pedone del bianco · f4 pedone del bianco · g4 cavallo del nero · b3 re del bianco · e3 pedone del bianco · g2 pedone del bianco · h2 pedone del nero · c1 alfiere del nero | d8 cavallo del bianco · g8 alfiere del bianco · b7 pedone del nero · c7 alfiere del bianco · d7 pedone del nero · e7 pedone del nero · f7 cavallo del nero · d6 pedone del nero · g6 pedone del bianco · h6 donna del bianco · b5 pedone del bianco · c5 re del nero · d5 cavallo del bianco · a4 pedone del bianco · f4 pedone del bianco · g4 cavallo del nero · b3 re del bianco · e3 pedone del bianco · g2 pedone del bianco · h2 pedone del nero · c1 alfiere del nero | d8 cavallo del bianco · g8 alfiere del bianco · b7 pedone del nero · c7 alfiere del bianco · d7 pedone del nero · e7 pedone del nero · f7 cavallo del nero · d6 pedone del nero · g6 pedone del bianco · h6 donna del bianco · b5 pedone del bianco · c5 re del nero · d5 cavallo del bianco · a4 pedone del bianco · f4 pedone del bianco · g4 cavallo del nero · b3 re del bianco · e3 pedone del bianco · g2 pedone del bianco · h2 pedone del nero · c1 alfiere del nero | d8 cavallo del bianco · g8 alfiere del bianco · b7 pedone del nero · c7 alfiere del bianco · d7 pedone del nero · e7 pedone del nero · f7 cavallo del nero · d6 pedone del nero · g6 pedone del bianco · h6 donna del bianco · b5 pedone del bianco · c5 re del nero · d5 cavallo del bianco · a4 pedone del bianco · f4 pedone del bianco · g4 cavallo del nero · b3 re del bianco · e3 pedone del bianco · g2 pedone del bianco · h2 pedone del nero · c1 alfiere del nero | d8 cavallo del bianco · g8 alfiere del bianco · b7 pedone del nero · c7 alfiere del bianco · d7 pedone del nero · e7 pedone del nero · f7 cavallo del nero · d6 pedone del nero · g6 pedone del bianco · h6 donna del bianco · b5 pedone del bianco · c5 re del nero · d5 cavallo del bianco · a4 pedone del bianco · f4 pedone del bianco · g4 cavallo del nero · b3 re del bianco · e3 pedone del bianco · g2 pedone del bianco · h2 pedone del nero · c1 alfiere del nero | d8 cavallo del bianco · g8 alfiere del bianco · b7 pedone del nero · c7 alfiere del bianco · d7 pedone del nero · e7 pedone del nero · f7 cavallo del nero · d6 pedone del nero · g6 pedone del bianco · h6 donna del bianco · b5 pedone del bianco · c5 re del nero · d5 cavallo del bianco · a4 pedone del bianco · f4 pedone del bianco · g4 cavallo del nero · b3 re del bianco · e3 pedone del bianco · g2 pedone del bianco · h2 pedone del nero · c1 alfiere del nero | d8 cavallo del bianco · g8 alfiere del bianco · b7 pedone del nero · c7 alfiere del bianco · d7 pedone del nero · e7 pedone del nero · f7 cavallo del nero · d6 pedone del nero · g6 pedone del bianco · h6 donna del bianco · b5 pedone del bianco · c5 re del nero · d5 cavallo del bianco · a4 pedone del bianco · f4 pedone del bianco · g4 cavallo del nero · b3 re del bianco · e3 pedone del bianco · g2 pedone del bianco · h2 pedone del nero · c1 alfiere del nero | d8 cavallo del bianco · g8 alfiere del bianco · b7 pedone del nero · c7 alfiere del bianco · d7 pedone del nero · e7 pedone del nero · f7 cavallo del nero · d6 pedone del nero · g6 pedone del bianco · h6 donna del bianco · b5 pedone del bianco · c5 re del nero · d5 cavallo del bianco · a4 pedone del bianco · f4 pedone del bianco · g4 cavallo del nero · b3 re del bianco · e3 pedone del bianco · g2 pedone del bianco · h2 pedone del nero · c1 alfiere del nero | 1 |
|   | a | b | c | d | e | f | g | h |   |

Soluzione:
1. Dh3 !  (min. 2. Ab6+ Rxd5 3. Df3#)
1... Cf2 2.  Cb6 Axe3  3. Dxe3#

(2... Cxd8 3. Cxd7#)
1... Cf6  2. Cb4 Cxd8  3. Cd3#

1... Ce5  2. Cc3 Cxd8  3. Ce4#

1... Rxd5  2. Df3+ Rc5  3. Cxb7#